# Председател на Китайската комунистическа партия
Председател на Китайската комунистическа партия (на китайски: 中国共产党主席, на пинин: Zhōngguó Gòngchǎndǎng Zhǔxí) е най-висшата политическа длъжност в Китайската комунистическа партия до смъртта на Мао Дзъдун (9 септември 1976 г.).
Когато Хуа Гуофън поема поста от Мао, той не успява да консолидира властта в свои ръце и фактически лидер на Китай става заместник-председателя Дън Сяопин. До 1978 г. той е човекът с най-много власт в Китайската комунистическа партия.
Постът Председател на Китайската комунистическа партия е закрит през 1982 г., когато генерален секретар на Китайската комунистическа партия става най-висшата политическа длъжност в Китайската народна република.
| име        | длъжност                            | управление  |
| Чън Дусиу  | основател на ККП и неин председател | 1922 - 1925 |
| Мао Дзъдун | председател                         | 1943 - 1976 |
| Хуа Гуофън | председател                         | 1976 - 1981 |
| Ху Яобан   | председател и генерален секретар    | 1981 - 1982 |